# The Indigo
the Indigo는 일본의 음악 그룹이다. 1998년 타오카 미키(田岡美樹), 타카기 켄이치(高木権一), 이치카와 유이치(市川裕一) 세 명이 결성했다. 2001년 경 타카키켄이치가 탈퇴하고 타오카 미키, 이치카와 유이치의 2인조로 활동하였다. 2007년 이치카와 유이치도 작곡가로 본격 활동하면서 실질적으로팀을 탈퇴하고, 타오카 미키 홀로 활동하였다. 그러나 2010년 이치카와 유이치가 다시합류, 현재 더 인디고 데뷔 10주년 앨범 발매를 준비하고있다.

## 멤버
- 타오카 미키(田岡 美樹/1974년 7월4일 생/보컬,작사)
- 이치카와 유이치(市川 裕一/1968년 8월 30일 생/작곡,편곡)
- 타카기 켄이치(高木 権一/1970년 11월 13일 생/베이스) - 탈퇴

## 음반 목록

### 싱글
- ファンタジスタ★ガール (2005.10.26)
- I Do! (2003.11.12)
- Sweet Radio featuring 西寺郷太 (2003.7.30)
- UNDER THE BLUE SKY (2003.2.5)
- といかけ (2002.8.28)
- pain (2001.6.27)
- BRANDNEW DAY (2001.4.25)
- ココロニ (2000.12.13)
- きかせて (2000.8.30)
- BLUE (2000.5.24)

### 정규 앨범
- bivouac (2010.11.10 한일동시발매 예정)
- FUTURE FOLK (2006.11.8)
- flair (2005.11.9)
- SONG IS LOVE (2004.8.4)
- GLIDER (2003.9.10)
- sound of fragrance (2002.9.26)
- Poetic Beauty (2002.1.17)
- RECORDS (2001.8.29)
- BLUE (2000.9.27)

### 커버 앨범
- ワンスモア (2006.6.7)
- My Fair Melodies 2 (2004.2.18)
- My Fair Melodies (2002.2.27)

### 베스트 앨범
- Best of the Indigo 2000-2006 (2007.4.4)
- Indigo suite Best Indigo Music (2003.3.5)

### 참가 음반
- 영화 《오이시맨》 OST (2009년 3월 10일)
17. 君と歩こう (이민기가 부른 〈얼음산〉의 일본어 버전. 작사, 노래)
- 클래지콰이 프로젝트 《Mucho Musica》 (2009년 7월 1일)
3. Tell Yourself: Original Mix (작사)
- 우쿨렐레 피크닉
10. NewYork NewYork (커버)

## 내한공연
- EBS Space 공감 (2006년 2월 26일 방영)
- MBC 수요예술무대 (2004년 6월 2일 방영 / 제 514 회)
- 홍대사운드홀릭 (2004년 5월 28일)